# Sultanat d'Isaaq
Sultanat d'Isaaq
(so) Saldanadda Isaaq
(ar) سَلْدَنَدْدَ إساقْ السلطنة الإسحاقية 
Le sultanat d'Isaaq (en somali : Saldanadda Isaaq, en arabe : سلطنة الإسحاق) était un royaume somalien qui régnait sur certaines parties de la corne de l'Afrique aux XVIIIe et XIXe siècles (1749-1884). Il s'étendait sur les territoires du clan Isaaq dans le Somaliland et l' Éthiopie modernes,.

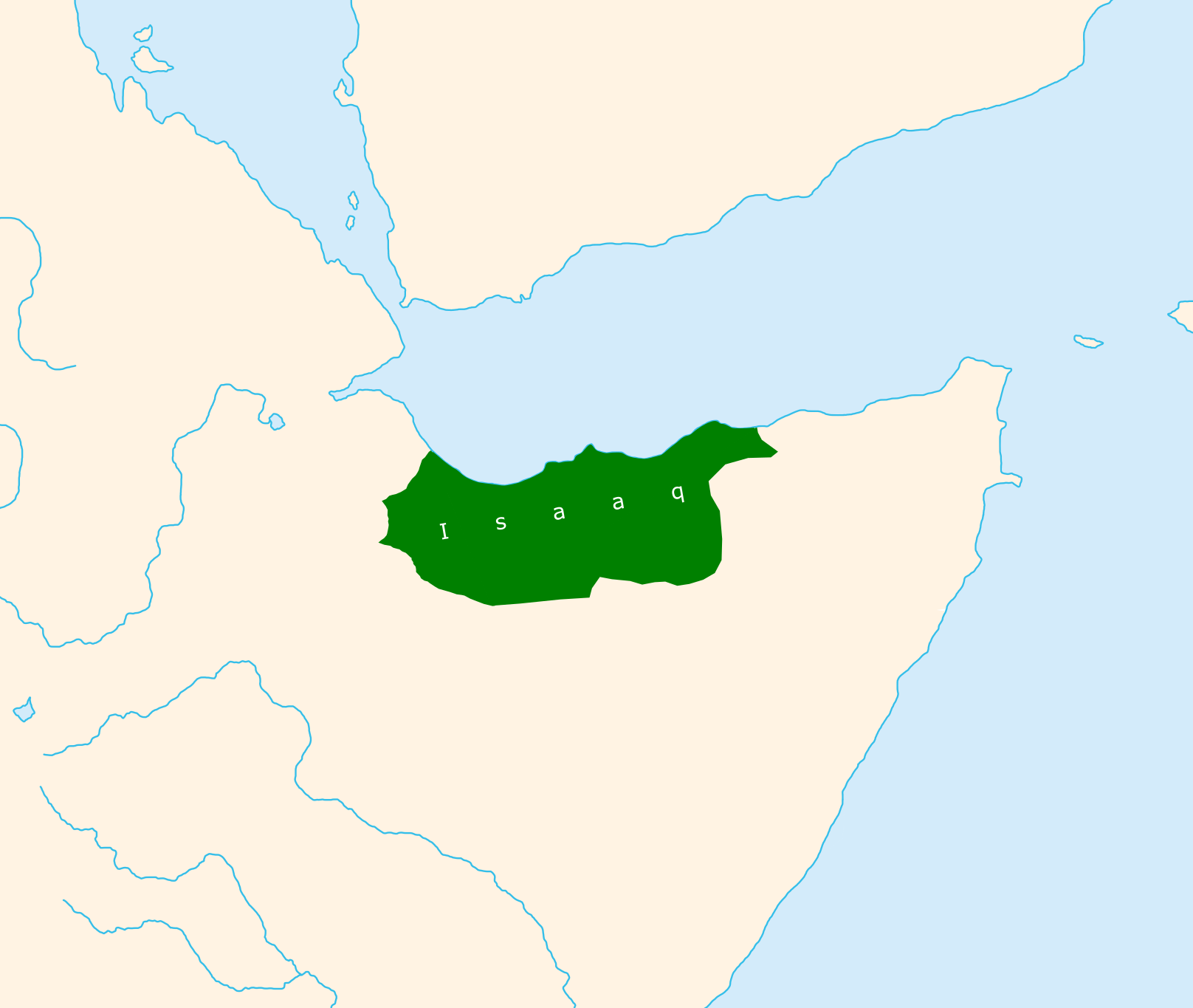
Etension maximale du sultanat d'Isaaq

## Établissement
Le Sultanat Issaq a été créé au milieu du XVIIIe siècle par le sultan Guled de Ogaden sous-division du Darode clan. Son couronnement a eu lieu apres la defaite de la bataille de Lafarug dans laquelle son père, le légendaire Abdi Eisa a mené  les Isaaq au combat et a été vaincu par les tribus Ogaden sous-division du Darod clan . Après avoir été témoins de son leadership et de son courage, les chefs Isaaq ont reconnu son père Abdi qui a refusé d'adopter le titre de Sultan préférant à la place son fils Guled. Guled serait couronné premier sultan du clan Isaaq. Le sultan Guled dirigea ainsi l'Isaaq jusqu'à sa mort au début du XIXe siècle, où il fut remplacé par son fils aîné Farah .

## Incorporation au Somaliland britannique

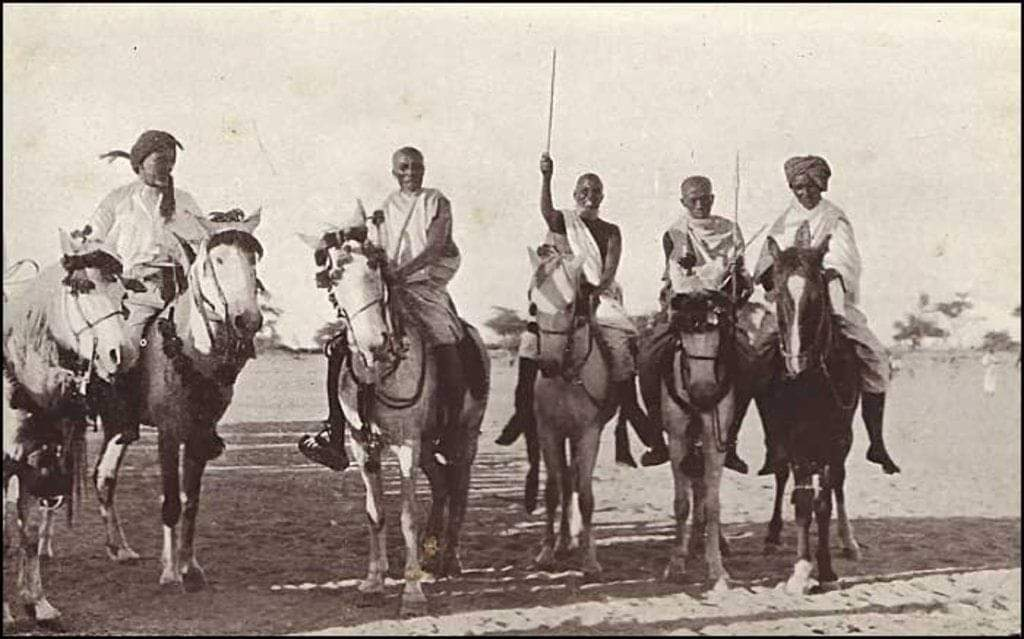
Guerriers Ogaden à cheval

Au début des années 1880, le sultanat Isaaq est réduit à la confédération Ïdangalé avec le sous-clan Ïdagalé, Arap et Ishaaq Arré des Habr Yunis. En 1884-1886, les Britanniques signent des traités avec les sous-clans côtiers mais n'ont pas encore pénétré l'intérieur de manière significative. Le sultan Deria Hassan reste le maître de facto d'Hargeisa et de ses environs. En collaboration avec Mohammed Abdullah Hassan et le Mouvement Derviche, il échange des lettres avec Hassan la première année de la fondation du mouvement et incite à une insurrection à Hargeisa en 1900.

## Économie
Le Sultanat avait une économie robuste et le commerce était important au port principal de Berbera mais aussi à l'est le long de la côte. Le salon Berbera a été l'événement commercial majeur de l'année avec des dizaines de milliers de personnes descendant sur la ville.
Les commerçants d'Eidagale et de Habr Yunis détenaient les routes commerciales du sud dans la région de Haud et les Habr Awal de l'ouest, les Habr Je'lo conservant les routes à l'est vers Berbera et leur important commerce d' encens exportant de Heis, Karin et Ceel Daraad. Les routes ouest et sud fusionneraient à Hargeisa. Les Isaaq étaient également les principaux commerçants somaliens dans les ports yéménites de Mukalla, Mocha et Aden.

Une bannière Isaaq utilisée sur des sites religieux clés dérivés d'un drapeau Adal Sultanat

## Dirigeants
Le sultanat Isaaq avait 5 dirigeants avant la création du Somaliland britannique en 1884. Historiquement, les sultans étaient choisis par un comité de plusieurs membres importants des divers sous-clans Isaaq. Les sultans étaient généralement enterrés à Toon au sud de Hargeisa qui était un site important et la capitale du sultanat pendant le règne de Farah Guled.
|   | Nom                                  | Règne de      | Règne jusqu'à                                     |
| - | ------------------------------------ | ------------- | ------------------------------------------------- |
| 1 | Abdi Eisa ( chef traditionnel )      | Milieu ~ 1700 | Milieu ~ 1700                                     |
| 2 | Sultan Guled Abdi ( premier sultan ) | Fin ~ 1700    | 1808                                              |
| 3 | Sultan Farah Sultan Guled            | 1808          | 1845                                              |
| 4 | Sultan Hassan Sultan Farah           | 1845          | 1870                                              |
| 5 | Sultan Diriye Sultan Hassan          | 1870          | 1939 (Création du Somaliland britannique en 1884) |

- Guled Abdi (Sultan) (en), sultan de 1750 à 1808
- Farah Guled (en), sultan de 1808 à 1845
- Hassan Farah (en), sultan de 1845 à 1870
- Deria Hassan (en), sultan de 1870 à 1939
- Abdillahi Deria (en), sultan de 1939 à 1967
- Rashid Abdillahi (en), sultan de 1967 à 1969
- Abdiqadir Abdillahi (en), sultan de 1969 à 1975
- Mahamed Abdiqadir (en), sultan de 1975 à 2021
- Daud Mahamed (en), sultan de 2021